# Кочубей Василь Васильович (ад'ютант)
Василь Васильович Кочубей (*10 березня 1892 — †14 березня 1971, Нойффен, Німеччина) — особистий ад'ютант гетьмана Української Держави Павла Скоропадського, полковник ЗС УД, Генеральний писар Вільного козацтва (1917—1918).

## Біографія

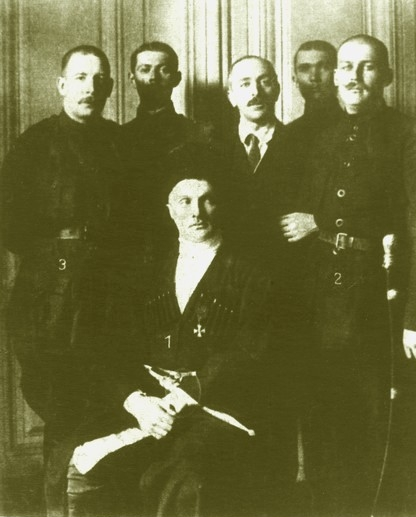
Василь Кочубей (кр. справа) з Павлом Скоропадським

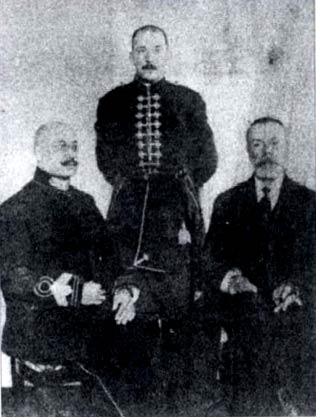
Олександр Палтов (ліворуч), Василь Кочубей (у центрі), Федір Лизогуб (праворуч)

Народився на Полтавщині у сім'ї глухівского повітового предводителя дворянства, камергера Василия Петровича Кочубея і Варвари Василівни Кочубей. 
Онук (по батьку) українського хіміка Петра Кочубея. Мав братів: Александра (1897-1946), Миколу (1901-1984) і Георгія (1905-1919).
Освіту отримав у Відні та Санкт-Петербурзі. Закінчив реальне училище у Царському Селі.
Розмовляв українською мовою, добре володів також німецькою, французькою, російською.

## Служба
На військовій службі з 1911. Спочатку як охотник до 3-го ескадрону Кавалергардського полку. Успішно склав іспити при Миколаївському кавалерійському училищі, отримав звання корнета (1912).
На фронтах Першої світової війни у 1914—1917 роках.
Хоча родини Павла Скоропадського і Василя Кочубея жили по сусідству у Глухівському повіті Чернігівської та Прилуцькому Полтавської губернії, а дід Кочубея і батько Скоропадського були добрими друзями, особисто вони познайомилися в армії. 
«На війні я вперше побачив генерала Скоропадського 6 серпня 1914, під час Каушенського бою. Ніколи не забуду цього моменту!» — згадував Василь Кочубей.
Поручик від 8 травня 1916, штабс-ротмістр від 28 серпня 1916. По закінченні 26 січня 1917 підготовчих курсів Миколаївської військової академії (1-ї черги) призначений старшим ад'ютантом до штабу 34-го армійського корпусу генерала Павла Скоропадського. Звільнений із військової служби у грудні 1917 року.
16 жовтня 1917, на I з'їзді Вільного козацтва, Павло Скоропадський обраний Генеральним отаманом Вільного козацтва, а Василь Кочубей, його ад'ютант, — Генеральним писарем (Канцлером), хоча їх і не було на з'їзді.
У серпні 1918, за дорученням Павла Скоропадського, виїжджав до Берліна як секретар прем'єр міністра Федора Лизогуба та товариша міністра закордонних справ Олександра Палтова із дипломатичною місією з питань Криму і флоту.

## Еміграція
В еміграції в Німеччині. Автор спогадів про Павла Скоропадського, надрукованих у часописі «Військова бувальщина» № 95 та 96 (1969), та про генерала Якова Гандзюка, там само, № 79 (1966).

## Родина
Дружина — Софія Казимирівна Остророг (Sophia Maria Alexandra Ostrorog-Sadkowska), представниця давнього польського роду.
У 1922 в родині народилася донька Варвара, у шлюбі — Шубська.
Після війни мешкала у штаті Флорида (США).